# Młodość i gwiazdy
Młodość i gwiazdy – powieść młodzieżowa Eugeniusza Paukszty, wydana po raz pierwszy w 1972.
Autor opisuje wakacyjne losy grupy wrocławskich studentów: Marka Kostycho, Antka Hajdrycha, Bożeny Jakszynianki, Joli Michniewiczówny i Zośki Klimowiczówny. Towarzyszą im poznani podczas wakacji Piotr i Beata Kuryłłowie, mieszkający w leśniczówce pod Wałczem. Młodzi ludzie podążają śladami walk o Wał Pomorski w trakcie studenckiego złazu. Paukszta poświęca wiele uwagi kwestiom młodzieńczej miłości. W grupie przyjaciół tworzą się pary, które ewoluują - poszczególne osoby rozchodzą się i zmieniają partnerów. Całość uzupełniona jest wątkiem sensacyjnym i licznymi wspomnieniami ze zmagań w 1945.